# Piero Malvestiti
Piero Malvestiti (ur. 26 czerwca 1899 w Apiro, zm. 4 maja 1964 roku w Mediolanie) – włoski polityk, wiceprzewodniczący Komisji Europejskiej, komisarz ds. rynku wewnętrznego w pierwszej komisji Waltera Hallsteina, przewodniczący Wysokiej Władzy EWWiS.
Malvestiti był w 1942 roku jednym z założycieli włoskiej partii Chrześcijańska Demokracja. W latach 1951–1953 był ministrem transportu w rządzie Alcide De Gasperi, z kolei w rządzie Giuseppe Pella w latach 1953–1954 był ministrem przemysłu.